# 法務部矯正署東成技能訓練所
22°49′59.0″N 121°05′10.6″E / 22.833056°N 121.086278°E
法務部矯正屬東成技能訓練所是一座隸屬於中華民國法務部矯正署旗下的矯正機構，該機構坐落於臺灣臺東縣卑南鄉斑鳩溪谷西岸平原上，核定收容額為808人，當前收容人數（2015年9月21日數據）724名。

## 沿革

### 警備總司令部時期
法務部矯正署東成技能訓練所最早為民國73年（1984年）11月12日，由警備總司令部、警政署、調查局、憲兵隊等治安機關參與組成專案小組實施一清專案中，因計劃執行到案者達3,141名，基於收容人數激增，警備總司令部趕工整建各職訓隊營房，並於隔年，民國74年（1985年）以東成305預備師的駐紮舊址設立職業訓導第三總隊附屬第四大隊二中隊，作為職業訓導第三總隊位在臺東縣東河鄉泰源總部的新收中隊，以紓解爆滿隊員，是為東成技能訓練所之始祖。
民國75年（1986年）1月30日，時任參謀總長的郝柏村搭乘直昇機來到東成進行建築工程視察時，曾因螺旋槳造成陣風過大，當場把東成的新大門應聲吹倒。
民國76年（1987年）7月4日，東成職業訓導第三總隊四大二中隊擴編為職業訓導第四總隊（職業訓導第三總隊四大更易為職業訓導第四總隊三大），於當日上午由時任警備總司令陳守山宣布正式成立。
民國78年（1988年）8月22日奉臺灣省保安司令部依據同年4月30日公布的《台灣省戒嚴時期取締流氓辦法》，將位在當時臺北縣之坪林第一職訓總隊除保留職訓中心之外（番號仍隸於職一總隊），總隊部暨番號移動進駐當時東成的職業訓導第四總隊，並改為職業訓導第一總隊。

### 法務部接管時期
在臺灣解除戒嚴後，臺灣省政府為配合動員戡亂法令終止，將警備總司令部裁撤，並於1992年（民國81年）7月1日奉行政院核定，將臺東東成職業訓導第一總隊撥交給行政院旗下之法務部接管，並更名為「臺灣東成技能訓練所」。
改制後，所內建築改建工程於民國82年（1993年）2月1日正式動土開工，歷時兩年於民國84年（1995年）10月11日完工，隨即正式啟用受刑人收容。
民國100年（2011年）1月1日法務部矯正署成立，東成技能訓練所改隸在「法務部矯正署」旗下，並改稱為「法務部矯正署東成技能訓練所」。

## 組織
- 所長
  - 秘書

行政單位
- 調查分類科
- 輔導科
- 技能訓練科
- 衛生科
- 戒護科
- 總務科
- 人事室
- 會計室
- 統計室
- 政風室

委員會
- 所務委員會
- 調查分類指導委員會
- 教化指導委員會
- 技能訓練指導委員會
- 衛生指導委員會

## 設施
- 東成技能訓練所行政大樓分別設有所長室、秘書室及總務科、技訓科、人事室、會計室、統計室、政風室等各科室辦公室。[3]
- 戒護大樓分別有戒護科辦公室、管理人員常年教育室、備勤室、文康室及員工餐廳等，地下一層則為收容人之接見室。[3]
- 戒護區劃分為5個教區，二、三教區場舍建築呈菱型排列，每個菱型區再以圍牆分隔為4個獨立區，形成分區再分區，隔離再隔離，以防止串聯。[3][4]

## 人員配置
當前，東成技能訓練所員額編制共147人，並配置有所長1人，秘書1人，下分設有調查分類、輔導、技能訓練、衛生、戒護、總務等6科及人事、會計、政風等3室。
另設所務委員會，由所長、秘書及各科室主管人員組成。　　　　　　　　　

## 資料來源
1. ↑  首長介紹 （页面存档备份，存于）.法務部矯正署東成技能訓練所.109-07-16
2. 1 2 3 4  .   [2015-09-30]. （原始内容存档于2018-10-04）.
3. 1 2 3 4 5 6 7 8  .   [2015-09-30]. （原始内容存档于2010-01-29）.
4. 1 2  吳憲璋. .   [2015-09-30]. （原始内容存档于2019-06-05）.
5. ↑  組織架構 （页面存档备份，存于）.法務部矯正署東成技能訓練所.104-05-04

## 外部連結
- 法務部矯正署東成技能訓練所 （页面存档备份，存于）（繁體中文）